# Kosmos 1977
O Kosmos 1977 (em russo: Космос 1977, significado Cosmos 1977) foi um satélite soviético de sistema de alerta que foi lançado pelo agora extinto exército soviético como parte do programa Oko. O satélite foi projetado para identificar lançamentos de mísseis usando telescópios ópticos e sensores infravermelhos.
Foi lançado em 25 de outubro de 1988 às 18:02 GMT do Cosmódromo de Plesetsk, União Soviética (atualmente na Rússia). O satélite foi posicionado em uma órbita Molniya, característica pelo seu apogeu bem alto, tendo cumprido sua missão até 1992.